# Juniperus gracilior
Juniperus gracilior é uma espécie de conífera da família Cupressaceae.
Pode ser encontrada nos seguintes países: República Dominicana e Haiti.
Está ameaçada por perda de habitat.